# Stefano Tremigliozzi
Stefano Tremigliozzi (Benevento, 7 maggio 1985) è un lunghista italiano, finalista nel 2009 sia ai Giochi del Mediterraneo di Pescara che alle Universiadi di Belgrado.

## Biografia

### Le società di appartenenza, i titoli italiani giovanili e quello nazionale universitario
Cresciuto atleticamente parlando con la Libertas Polisportiva Amatori Atletica Benevento, con cui inizia la pratica dell’atletica all’età di 11 anni nel 1996 (categoria Esordienti), poi durante il 2004 si arruola nell'Aeronautica e nel 2005 ottiene il tesseramento per il Centro Sportivo Aeronautica Militare.
Dal 1996 al 2003 viene allenato da Giovanni Caruso.
Nel biennio 1999-2000 partecipa ad entrambi i campionati italiani cadetti, uscendo in qualificazione e poi terminando al quinto posto.
Ai campionati italiani allievi del 2001 vince la sua prima medaglia ai nazionali giovanili col bronzo nel lungo.
Dopo essere rimasto inattivo nel 2002 per un infortunio, nel 2003 si laurea vicecampione italiano juniores al coperto e poi salta la stagione agonistica all’aperto per un problema fisico; nel 2004 diventa vicecampione agli italiani under 20 sia indoor che all’aperto.

Esordisce ai campionati italiani assoluti di Firenze dove non supera le fasi di qualificazione.
Nel 2005 ha vinto il titolo italiano promesse indoor; invece nella finale degli assoluti indoor, ha terminato la gara come non classificato (tre salti nulli); si laurea campione italiano promesse e poi agli assoluti di Bressanone non riesce a qualificarsi per la finale.
Durante il biennio 2004-2005 viene seguito dal fratello maggiore Marco Tremigliozzi.
Nel 2006 (anno in cui inizia ad essere allenato da Stefano Serranò) vince la sua prima medaglia ai campionati italiani assoluti col bronzo al coperto (settimo posto agli assoluti di Torino); campione under 23 indoor ed argento all'aperto.
Partecipa agli Europei under 23 di Debrecen in Ungheria nel 2007 senza qualificarsi per la finale.
Tripletta di titoli nazionali nello stesso anno: promesse indoor, universitari e promesse all'aperto; invece nelle due finali stagionali agli assoluti giunge quinto al coperto e settimo agli assoluti di Padova.

### 2008-2009: i primi titoli italiani assoluti, l’esordio con la Nazionale seniores e le finali ai Giochi del Mediterraneo e alle Universiadi
Nel 2008 dopo essere stato assente agli assoluti indoor di Genova, vince il suo primo titolo agli assoluti di Cagliari.
La stagione al coperto del 2009 lo vede prima vincere il suo primo titolo italiano indoor e poi esordire nella Nazionale seniores, entrambe le volte gareggiando a Torino, in occasione degli Europei indoor non andando oltre le fasi di qualificazione alla finale. Inoltre arriva secondo in Grecia ad Atene nella Coppa del mondo militare indoor.
Durante la stagione all'aperto, sempre nel 2009, si classifica quinto agli assoluti di Milano.
In ambito internazionale invece sfiora il podio ai Mondiali militari di Sofia (Bulgaria) col quarto posto finale; dodicesima posizione in Portogallo a Leiria agli Europei a squadre; ottavo e nono posto rispettivamente ai Giochi del Mediterraneo di Pescara (Italia) ed alle Universiadi di Belgrado (Serbia).

### 2010-2013: altri titoli italiani assoluti, gli Europei a Barcellona e quelli indoor di Parigi
Nel 2010, con 8,01 m (prima volta in carriera sopra gli 8 metri) saltati ad Avellino il 16 giugno, ottiene il minimo di partecipazione per gli Europei di Barcellona in Spagna (dove non va oltre la fase di qualificazione alla finale) e qualche mese prima si era aggiudicato il suo 2º titolo italiano assoluto indoor.
Invece agli assoluti di Grosseto vince la medaglia di bronzo.
2011, prende parte ai Giochi mondiali militari in Brasile a Rio de Janeiro: finisce settimo con la staffetta 4x100 m e non supera le fasi di qualificazione del salto in lungo.
Ai campionati italiani assoluti non riesce a qualificarsi per la finale degli indoor, mentre vince il bronzo agli assoluti di Torino.
Nessuna medaglia vinta agli assoluti del 2012: niente finale indoor come l'anno prima e 14º posto agli assoluti di Bressanone.
Durante la stagione indoor del 2013 (anno a partire dal quale si allena da solo), prima vince il titolo italiano assoluto al coperto e poi non riesce a qualificarsi per la finale degli Europei indoor a Göteborg in Svezia.
Agli assoluti di Milano si ritira in finale,

### 2014-2016: l’anno dei record personali, gli Europei di Zurigo e gli altri titoli italiani assoluti indoor
Il 2014 sancisce il miglioramento di entrambi i suoi primati personali (ancora attuali) nel salto in lungo: il 23 febbraio ad Ancona realizza l'8,06 m con cui diventa campione nazionale assoluto al coperto e l'11 maggio a Marano di Napoli atterra ad 8,05 m durante la fase regionale dei campionati di società. Sempre all'aperto si laurea vicecampione assoluto a Rovereto (rimanendo a soli 6 cm dal titolo del campione Emanuele Catania).
Con la Nazionale seniores prende parte a due rassegne continentali: in Germania agli Europei a squadre di Braunschweig (12º) e poi in Svizzera agli Europei di Zurigo (fuori in fase di qualificazione per la finale).
Durante il biennio 2015-2016 vince due medaglie ai campionati italiani assoluti: bronzo ed oro agli assoluti indoor; all'aperto invece dopo l'assenza di Torino, si classifica settimo a Rieti.

## Vita privata
È fratello minore di Marco Tremigliozzi, anch'egli ex saltatore in lungo e campione italiano assoluto indoor nel 2000 con la misura di 7,75 m.

## Progressione

### Salto in lungo
| Stagione | Misura | Luogo    | Data      | Rank. Mond. |
| -------- | ------ | -------- | --------- | ----------- |
| 2016     | 7,91 m | Orvieto  | 26-5-2016 | -           |
| 2015     | 7,70 m | Mannheim | 30-5-2015 | -           |
| 2014     | 8,05 m | Marano   | 11-5-2014 | -           |
| 2013     | 7,55 m | Marano   | 12-5-2013 | 410º        |
| 2012     | 7,90 m | Avellino | 13-6-2012 | 102º        |
| 2011     | 7,66 m | Torino   | 25-6-2011 | 276º        |
| 2010     | 8,01 m | Avellino | 16-6-2010 | 57º         |
| 2009     | 7,90 m | Pescara  | 24-5-2009 | 107º        |
| 2008     | 7,86 m | Recanati | 27-7-2008 | 134º        |
| 2007     | 7,70 m | Jesolo   | 26-5-2007 | 214º        |
| 2006     | 7,75 m | Rieti    | 21-5-2006 | 172º        |
| 2005     | 7,39 m | Eboli    | 17-9-2005 | 638º        |
| 2004     | 7,49 m | Isernia  | 20-6-2004 | 572º        |

### Salto in lungo indoor
| Stagione | Misura | Luogo  | Data      | Rank. Mond. |
| -------- | ------ | ------ | --------- | ----------- |
| 2016     | 7,94 m | Ancona | 24-1-2016 | -           |
| 2015     | 7,84 m | Ancona | 1-2-2015  | -           |
| 2014     | 8,06 m | Ancona | 23-2-2014 | 17º         |
| 2013     | 7,95 m | Ancona | 12-1-2013 | 26º         |
| 2012     | 7,80 m | Ancona | 22-1-2012 | 64º         |
| 2011     | 7,90 m | Ancona | 6-2-2011  | 40º         |
| 2010     | 7,87 m | Ancona | 24-1-2010 | 48º         |
| 2009     | 7,86 m | Torino | 21-2-2009 | 40º         |
| 2008     | 7,69 m | Ancona | 2-2-2008  | 114º        |
| 2007     | 7,52 m | Genova | 24-2-2007 | 169º        |
| 2006     | 7,61 m | Ancona | 18-2-2006 | 137º        |

## Palmarès
| Anno | Manifestazione           | Sede           | Evento         | Risultato | Prestazione | Note   |
| ---- | ------------------------ | -------------- | -------------- | --------- | ----------- | ------ |
| 2007 | Europei U23              | Debrecen       | Salto in lungo | 19º (q)   | 6,71 m      | [ 5 ]  |
| 2009 | Europei indoor           | Torino         | Salto in lungo | 24º (q)   | 7,43 m      | [ 6 ]  |
| 2009 | Mondiali militari        | Sofia          | Salto in lungo | 4º        | 7,60 m      | [ 7 ]  |
| 2009 | Giochi del Mediterraneo  | Pescara        | Salto in lungo | 8º        | 7,62 m      | [ 8 ]  |
| 2009 | Universiadi              | Belgrado       | Salto in lungo | 9º        | 7,48 m      | [ 9 ]  |
| 2010 | Europei                  | Barcellona     | Salto in lungo | 21º (q)   | 7,80 m      | [ 10 ] |
| 2011 | Giochi mondiali militari | Rio de Janeiro | Salto in lungo | 14º       | 7,09 m      | [ 11 ] |
| 2011 | Giochi mondiali militari | Rio de Janeiro | 4×100 m        | 7º        | 40"72       | [ 12 ] |
| 2013 | Europei indoor           | Göteborg       | Salto in lungo | 25º (q)   | 7,26 m      | [ 13 ] |
| 2014 | Europei                  | Zurigo         | Salto in lungo | 29º (q)   | 4,77 m      | [ 14 ] |

## Campionati nazionali
- 1 volta campione assoluto di salto in lungo (2008)
- 5 volte campione assoluto indoor di salto in lungo (2009, 2010, 2013, 2014, 2016)
- 1 volta campione universitario di salto in lungo (2007)
- 3 volte campione promesse indoor di salto in lungo (2005, 2006, 2007)
- 2 volte campione promesse di salto in lungo (2005, 2007)

1999
- In qualificazione ai Campionati italiani cadetti e cadette (Cesenatico), salto in lungo - 5,72 m

2000
- 5º ai Campionati italiani cadetti e cadette (Fano), salto in lungo - 6,36 m

2001
- Bronzo ai Campionati italiani allievi e allieve (Fano), salto in lungo - 6,79 m[15]

2003
- Argento ai Campionati italiani allievi-juniores-promesse indoor (Ancona), salto in lungo - 7,06 m

2004
- Argento ai Campionati italiani allievi-juniores-promesse indoor (Ancona), salto in lungo - 7,10 m[16]
- Argento ai Campionati italiani juniores e promesse (Rieti), salto in lungo - 7,43 m
- In qualificazione ai Campionati italiani assoluti (Firenze), salto in lungo - 7,20 m

2005
- Oro ai Campionati italiani allievi-juniores-promesse indoor (Genova), salto in lungo - 7,20 m
- In finale ai Campionati italiani assoluti, (Ancona), salto in lungo - nm
- Oro ai Campionati italiani juniores e promesse (Grosseto), salto in lungo - 7,36 m[17]
- In qualificazione ai Campionati italiani assoluti (Bressanone), salto in lungo - 7,17 m[18]

2006
- Oro ai Campionati italiani allievi-juniores-promesse indoor (Ancona), salto in lungo - 7,54 m[19]
- Bronzo ai Campionati italiani assoluti indoor (Ancona), salto in lungo - 7,61 m[20]
- 7º ai Campionati italiani assoluti (Torino), salto in lungo - 7,61 m[21]
- Argento ai Campionati italiani juniores e promesse (Rieti), salto in lungo - 7,37 m[22]

2007
- 5º ai Campionati italiani assoluti indoor (Ancona), salto in lungo - 7,49 m[23]
- Oro ai Campionati italiani allievi-juniores-promesse indoor (Genova), salto in lungo - 7,52 m[24]
- Oro ai Campionati nazionali universitari (Jesolo), salto in lungo - 7,80 m[25]
- Oro ai Campionati italiani juniores e promesse (Bressanone), salto in lungo - 7,52 m[26]
- 7º ai Campionati italiani assoluti (Padova), salto in lungo - 7,49 m[27]

2008
- Oro ai Campionati italiani assoluti (Cagliari), salto in lungo - 7,73 m[28]

2009
- Oro ai Campionati italiani assoluti indoor (Torino), salto in lungo - 7,86 m[29]
- 5º ai Campionati italiani assoluti (Milano), salto in lungo - 7,44 m[30]

2010
- Oro ai Campionati italiani assoluti indoor (Ancona), salto in lungo - 7,65 m[31]
- Bronzo ai Campionati italiani assoluti (Grosseto), salto in lungo - 7,96 m[32]

2011
- In qualificazione ai Campionati italiani assoluti indoor (Ancona), salto in lungo - nm[33]
- Bronzo ai Campionati italiani assoluti (Torino), salto in lungo - 7,66 m[34]

2012
- In qualificazione ai Campionati italiani assoluti e promesse indoor (Ancona), salto in lungo - nm[35]
- 14º ai Campionati italiani assoluti (Bressanone), salto in lungo - 7,00 m[36]

2013
- Oro ai Campionati italiani assoluti e promesse indoor (Ancona), salto in lungo - 7,95 m[37]
- In finale ai Campionati italiani assoluti (Milano), salto in lungo - r[38]

2014
- Oro ai Campionati italiani assoluti indoor (Ancona), salto in lungo - 8,06 m[39]
- Argento ai Campionati italiani assoluti (Rovereto), salto in lungo - 7,92 m[40]

2015
- Bronzo ai Campionati italiani assoluti indoor (Padova), salto in lungo - 7,68 m[41]

2016
- Oro ai Campionati italiani assoluti indoor (Ancona), salto in lungo - 7,84 m[42]
- 7º ai Campionati italiani assoluti (Rieti), salto in lungo - 7,45 m[43]

2017
- Bronzo ai campionati italiani assoluti, salto in lungo - 7,78 m

## Altre competizioni internazionali
2009
- 5º nell'Incontro internazionale indoor ( Tampere), salto in lungo - 7,55 m[8]
- Argento alla Coppa del mondo militare indoor ( Atene), salto in lungo - 7,47 m[44]
- 12º nella Super League degli Europei a squadre ( Leiria), salto in lungo - 6,99 m[8]

2014
- 12º nella Super League degli Europei a squadre ( Braunschweig), salto in lungo - 7,24 m[14]